# Кышка
Кышка — деревня в Кочёвском районе Пермского края. Входит в состав Кочёвского сельского поселения. Располагается восточнее районного центра, села Кочёво. Расстояние до районного центра составляет 7 км. По данным Всероссийской переписи населения 2010 года, в деревне проживало 194 человека (111 мужчин и 83 женщины).

## История
По данным на 1 июля 1963 года, в деревне проживало 263 человека. Населённый пункт входил в состав Кочёвского сельсовета.